# Vincent Damphousse
Vincent François Damphousse (* 17. Dezember 1967 in Montréal, Québec) ist ein ehemaliger kanadischer Eishockeyspieler, der im Verlauf seiner aktiven Karriere zwischen 1986 und 2004 unter anderem 1518 Spiele für die Toronto Maple Leafs, Edmonton Oilers, Canadiens de Montréal und San Jose Sharks in der National Hockey League auf der Position des Centers bestritten hat. Seinen größten Karriereerfolge feierte Damphousse, der viermal zum NHL All-Star Game eingeladen wurde, in Diensten der Canadiens de Montréal, mit denen er im Jahr 1993 den Stanley Cup gewann.

## Karriere
Damphousse wurde beim NHL Entry Draft 1986 von den Toronto Maple Leafs in der ersten Runde an sechster Stelle ausgewählt. Er spielte fünf Saisons für Toronto, wobei ihm in der Spielzeit 1989/90 mit 33 Toren und 94 Punkten seine punktbeste Saison im Trikot der Leafs gelang. Im Verlauf der folgenden Saison wurde der Stürmer zum NHL All-Star Game 1991 eingeladen. Nach seinen vier Treffern in der Partie erhielt Damphousse auch die Ehrung als wertvollster Spieler der Veranstaltung. Im September 1991 wurde er in einem der größten Tauschhandel der NHL-Geschichte von den Maple Leafs zusammen mit Peter Ing, Luke Richardson, Scott Thornton sowie einem Geldbetrag an die Edmonton Oilers abgegeben. Toronto erhielt im Gegenzug die heutigen Hockey-Hall-of-Fame-Mitglieder Glenn Anderson und Grant Fuhr sowie Craig Berube.
In Edmonton blieb der Stürmer jedoch nur eine Spielzeit und wurde am 27. August 1992 im Tausch gegen Shayne Corson zu den Canadiens de Montréal transferiert. Mit seinem neuen Team gewann er in der Saison 1992/93 den Stanley Cup. Während der durch einen Lockout verkürzten NHL-Saison 1994/95 absolvierte Damphousse elf Spiele in der Deutschen Eishockey Liga für die Ratinger Löwen. Damphousse spielte noch vier weitere Spielzeiten für das Team aus seiner Geburtsstadt, für das er ab 1996 als Mannschaftskapitän aufs Eis ging, bevor er während der Saison 1998/99 im Tausch gegen einen Fünftrunden-Draftpick für den NHL Entry Draft 1999 sowie einem Zweitrunden-Draftpick für den NHL Entry Draft 2000 zu den San Jose Sharks abgegeben wurde. Auch dort fungierte er für einen kurzen Zeitraum als Mannschaftskapitän und spielte zeitweise in einer Reihe gemeinsam mit Teemu Selänne oder Owen Nolan.
Im August 2004 unterschrieb der Stürmer einen Einjahresvertrag im Wert von zwei Millionen US-Dollar bei der Colorado Avalanche, die NHL-Saison 2004/05 fiel aber aufgrund eines erneuten Lockouts komplett aus. Der Spieler ging in dieser Zeit für kein anderes Team aufs Eis und gab am 7. September 2005 sein Karriereende bekannt.

### International
Damphousse vertrat sein Heimatland beim World Cup of Hockey 1996. Dabei kam der Stürmer in allen acht Begegnungen der Kanadier zum Einsatz und erzielte zwei Tore. Des Weiteren erhielt er acht Strafminuten. Am Ende des Wettbewerbs belegte die Mannschaft den zweiten Rang, nachdem die Vereinigten Staaten die im Modus „Best-of-Three“ ausgetragene Finalserie für sich entschieden hatten.

## Erfolge und Auszeichnungen
| - 1984 Coupe-du-Président-Gewinn mit den Voisins de Laval - 1986 LHJMQ Second All-Star-Team - 1991 Teilnahme am NHL All-Star Game - 1991 Most Valuable Player des NHL All-Star Game - 1992 Teilnahme am NHL All-Star Game | - 1993 Stanley-Cup-Gewinn mit den Canadiens de Montréal - 2001 Teilnahme am NHL All-Star Game (verletzungsbedingte Absage) - 2002 Teilnahme am NHL All-Star Game - 2011 Aufnahme in den Temple de la Renommée de la LHJMQ |

### International
- 1996 Zweiter Platz beim World Cup of Hockey

## Karrierestatistik

### International
Vertrat Kanada bei:
- World Cup of Hockey 1996

(Legende zur Spielerstatistik: Sp oder GP = absolvierte Spiele; T oder G = erzielte Tore; V oder A = erzielte Assists; Pkt oder Pts = erzielte Scorerpunkte; SM oder PIM = erhaltene Strafminuten; +/− = Plus/Minus-Bilanz; PP = erzielte Überzahltore; SH = erzielte Unterzahltore; GW = erzielte Siegtore; 1 Play-downs/Relegation; Kursiv: Statistik nicht vollständig)